# 스리랑가파트나

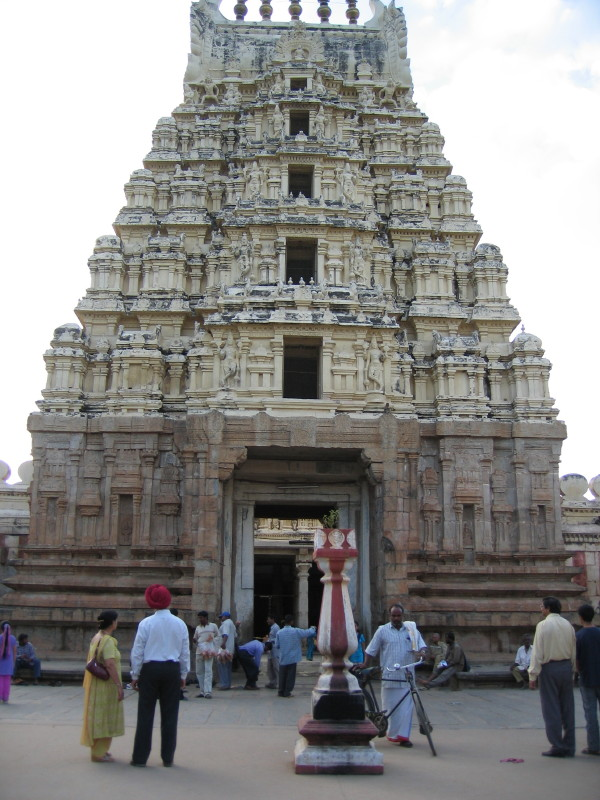

스리랑가파트나(Srirangapatna) 또는 세링가파탐(Seringapatam)은 인도 남부 에 있는 마을이다. 마이소르 주의 옛 주도였다. 1799년에는 영국에 의해 점령 되었다.

## 같이 보기
- 티푸 술탄